# Grand Theft Auto Advance
Grand Theft Auto Advance – pierwsza gra z serii Grand Theft Auto wydana na przenośną konsolę Gameboy Advance.

## Fabuła
Akcja dzieje się w 2000 roku, w mieście Liberty City.
Gracze wcielają się w postać o imieniu Mike, który uwikłany przez konkurencję, zostaje oskarżony o podłożenie i zdetonowanie bomby w samochodzie Vinniego – jego najlepszego przyjaciela. Podczas rozgrywki gracz musi udowodnić niewinność oraz zdobyć kontrolę nad podziemnym światem metropolii.